# Kraľovany
Kraľovany és un municipi d'Eslovàquia que es troba a la regió de Žilina. A la fi de 2019 tenia 431 habitants. Es troba a l'aiguabarreig de l'Orava i del Váh.
El primer esment escrit data de la segona meitat del segle xiv (1363). Aquest document menciona la ruta comercial de Sučany a Ružomberok passa per Kraľovany.

## Demografia
| Godina             | 1994 | 2004   | 2014   | 2024   |
| ------------------ | ---- | ------ | ------ | ------ |
| Nombre de persones | 478  | 465    | 443    | 430    |
| Diferència         |      | −2,71% | −4,73% | −2,93% |

| Godina             | 2023 | 2024   |
| ------------------ | ---- | ------ |
| Nombre de persones | 429  | 430    |
| Diferència         |      | +0,23% |